# Diviacka pahorkatina
Diviacka pahorkatina je geomorfologický podcelek Turčianské kotliny.
Leží v její jižní části, ze západu, jihu i východu jí obklopují pohoří. Jediným městem na jejím území jsou Turčianske Teplice.

## Vymezení
Pahorkatina zabírá převážnou část Horného Turca v širším okolí Turčianských Teplic. Zvláště v centrální části jen mírně zvlněnou krajinu odvodňuje řeka Turiec a její přítoky. Severním směrem pokračuje Turčianska kotlina podcelky Valčianska pahorkatina, Turčianske nivy a Mošovská pahorkatina. Věnec hor začíná na východě Velké Fatry podcelkem Bralná Fatra, následují na jihovýchode a jihu Kremnické vrchy s podcelky Flochovský chrbát a Kunešovská hornatina a na západě vystupuje pohoří Žiar s podcelky Horeňovo a Vyšehrad.

## Ochrana přírody
Východní okraj území patří do ochranného pásma Národního parku Velká Fatra, vodní tok Turiec chrání stejnojmenná národní přírodní rezervace. Plošně menší jsou chráněné areály Žarnovica, Diviacke kruhy, Jazernické jazierko a Ivančinské močiare, stejně jako NPR Rakšianske rašelinisko.